# St. Martin (Bad Bergzabern)
Die Kirche St. Martin ist neben der katholische Kirche St. Bartholomäus im Stadtteil Blankenborn eine von zwei römisch-katholischen Kirchen innerhalb der Stadt Bad Bergzabern. Sie steht unter Denkmalschutz.

## Lage
Das Bauwerk befindet sich unmittelbar südlich der Deutschen Weinstraße, die in  diesem Bereich mit der Bundesstraße 427 identisch ist.

## Geschichte
Das Gebäude  wurde im Zeitraum von 1877 bis 1879 vom Speyerer Architekten Franz Schöberl gebaut. Am 26. August 1879 fand ihre Einweihung durch den damaligen Speyerer Bischof Joseph Georg von Ehrler statt. Die Philosophin und Frauenrechtlerin Edith Stein, die ursprünglich jüdischen Glaubens war, ließ sich am 1. Januar 1922 in der Kirche taufen.

## Architektur
Es handelt sich um einen neugotischen Sandsteinquader-Saalbau, der querhausartige Giebelfronten enthält.

## Innenausstattung
Die aktuelle Innenausstattung wurde im Zuge einer Renovierungsmaßnahme der Jahre 1995 und 1996 von Paul Nagel geschaffen und dabei ein großer Fokus auf Edith Stein gelegt. Die aktuell genutzte Orgel wurde 1998 durch das Unternehmen Orgelbau Mühleisen gebaut.